# DOILii
DOILii（ドイリー）は、シンガーのZUMAとLooperのSO-SOからなる日本の2人組ミュージシャン。
虹色侍ずまとしても活躍するZUMAと、Loop StationアジアチャンピオンのSO-SOによる音楽ユニット。

## 概要
眼鏡のことしか歌わないデュオで、世界中の眼鏡愛好家のために楽曲を配信している。

## メンバー

### ZUMA（ボーカル担当）
- 視力は0.0005
- 1991年7月4日生まれ。京都出身。
- その他の活動：ずまとして、SNSミュージシャン「虹色侍」、即興バンド「BUZZ LA ZARU O EMAI」

### SO-SO（Loop Station、Beatbox担当）
- 視力は0.06
- 1999年10月13日生まれ。大阪出身。
- その他の活動：Human Beatbox Crew「SARUKANI」

## 作品
| No | 公開日       | タイトル            |
| -- | ------------ | ------------------- |
| 1  | 2021年3月7日 | くもる（Get foggy） |

### ZUMA
- Twitter_ZUMA
- Instagram_ZUMA

### SO-SO
- Twitter_SO-SO
- Instagram_SO-SO